# Der Schlüssel zur Theosophie
Der Schlüssel zur Theosophie (Originaltitel: The Key to Theosophy) ist ein Buch von Helena Petrovna Blavatsky. Es wurde erstmals 1889 in London und New York veröffentlicht, war das vorletzte ihrer Werke und das letzte von ihr selbst herausgegebene (ihr letztes Werk Theosophical Glossary erschien postum 1892). Das Buch will die „ethischen, wissenschaftlichen und philosophischen Lehren der Theosophie“ vorstellen. Es ist nach dem Vorbild christlicher Katechismen in Form von Frage und Antwort geschrieben. Das Buch erläutert dazu die Aufgabenstellung der Theosophischen Gesellschaft und enthält außerdem ein längeres Glossar, welches wichtige theosophische Begriffe näher beschreibt.
Der russische Pianist und Komponist Alexander Skrjabin war beeindruckt von Helena Blavatskys Werken und schrieb 1905 in Paris, dass der Schlüssel zur Theosophie ein bemerkenswertes Buch sei und dass es erstaunlich sei, wie sehr dieses Buch seiner eigenen Gedankenwelt ähneln würde.
Mahatma Gandhi schrieb: 

„Ich erinnere mich auch, daß ich auf Drängen meiner Freunde Madame Blavatskys ‚Schlüssel zur Theosophie‘ las. Dieses Buch regte in mir den Wunsch an, auch Bücher über den Hinduismus zu lesen, und belehrte mich eines Besseren über die von den Missionaren verbreitete Behauptung, die Hindulehre sei voller Aberglauben.“

## Buchausgaben
- Schlüssel zur Theosophie. Erklärung der Ethik, Wissenschaft und Philosophie. Übersetzt von Eduard Herrmann. Friedrich, Leipzig o. J.
- Der Schlüssel zur Theosophie. Eine Auseinandersetzung in Fragen und Antworten über Ethik, Wissenschaft und Philosophie, zu deren Studium die Theosophische Gesellschaft begründet worden ist. Neue, einzig autorisierte Auflage. Max Altmann, Leipzig 1907.
- Der Schlüssel zur Theosophie, ein Lehrbuch in Fragen und Antworten über Ethik, Wissenschaft, Philosophie, zu deren Studium die Theosophische Gesellschaft gegründet worden ist. Theosophisches Verlagshaus, Leipzig o. J. (2. A. 1922).
  - 3. erw. und überarb. A.: Theosophische Verlagsgesellschaft, Satteldorf 1995, ISBN 3-927837-51-2 bzw. Aquamarin, Grafing 1995, ISBN 3-89427-199-X.
- Der Schlüssel zur Theosophie. Etwas gekürzte Fassung. Übersetzt von Norbert Lauppert. Adyar, Graz 1969; Satteldorf 1995, ISBN 3-927837-14-8.